# 焼津市立小川中学校
焼津市立小川中学校（やいづしりつ こがわちゅうがっこう）は、静岡県焼津市東小川四丁目に所在する公立中学校。

## 沿革
- 1947年 - 小川村立小川中学校として開校。校章制定
- 1948年 - 現在地に校舎が完成し移転
- 1949年 - 校歌制定
- 1952年 - 小川町立小川中学校に改称
- 1955年 - 焼津市立小川中学校に改称
- 1976年 - 体育館完成
- 1980年 - プール完成
- 1981年 - ホタル養殖施設完成

## 学区
- 小川新町一丁目（焼津中学校区域を除く）
- 小川新町二〜五丁目
- 東小川二〜八丁目
- 与惣次一・二丁目
- 西小川三丁目の一部
- 西小川四丁目
- 西小川五丁目の一部
- 西小川六・七丁目
- 西小川八丁目の一部
- 南小川一・二丁目
- 小川（一部を除く）
- 石津の一部
- 石津一〜三丁目の各一部
- 東祢宜島の一部

## 小学校区
- 焼津市立小川小学校
- 焼津市立黒石小学校の一部

## 出身有名人
- 石田徹也 - 画家
- 牧田和久 - プロ野球選手（投手）、東北楽天ゴールデンイーグルス所属